# TinyOS
TinyOS(타이니 오에스)는 UC 버클리에서 개발된 센서 네트워크를 위한 완전 무료 운영 체제이며, 현재 세계에서 가장 큰 센서 네트워크 커뮤니티를 형성하고 있으며, 빠른 기능 구현 및 업그레이드가 커뮤니티를 통해 진행되고 있는 소프트웨어 플랫폼이다. 또한, TinyOS는 다양한 하드웨어, MAC 프로토콜, 네트워크 프로토콜, 센서 인터페이스를 소스레벨로 완전 공개하고 있다.